# سرخرگ فکی
سرخرگ فکی یا شریان ماگزیلاری (به انگلیسی: Maxillary artery) یکی از دوشاخه انتهایی سرخرگ کاروتید بیرونی است که وارد گودی فروگیجگاهی می‌شود و تغذیه دندان‌ها، کام و بینی و نیز پرده‌های مغز را بر عهده می‌گیرد. مهم‌ترین وظیفه این سرخرگ، خون‌رسانی به ماهیچه‌های صورت است.
این سرخرگ در مقابل گردن لُقمه (کندیل) فک از سرخرگ کاروتید بیرونی جدا می‌شود و در گودی فروگیجگاهی (اینفراتمپورال) نفوذ می‌کند.

## نگارخانه

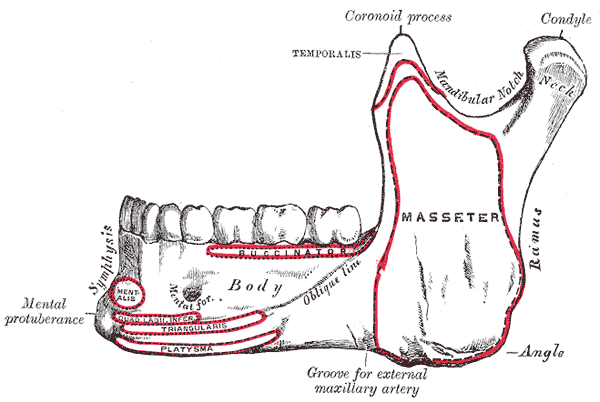
Mandible. Outer surface. Side view.
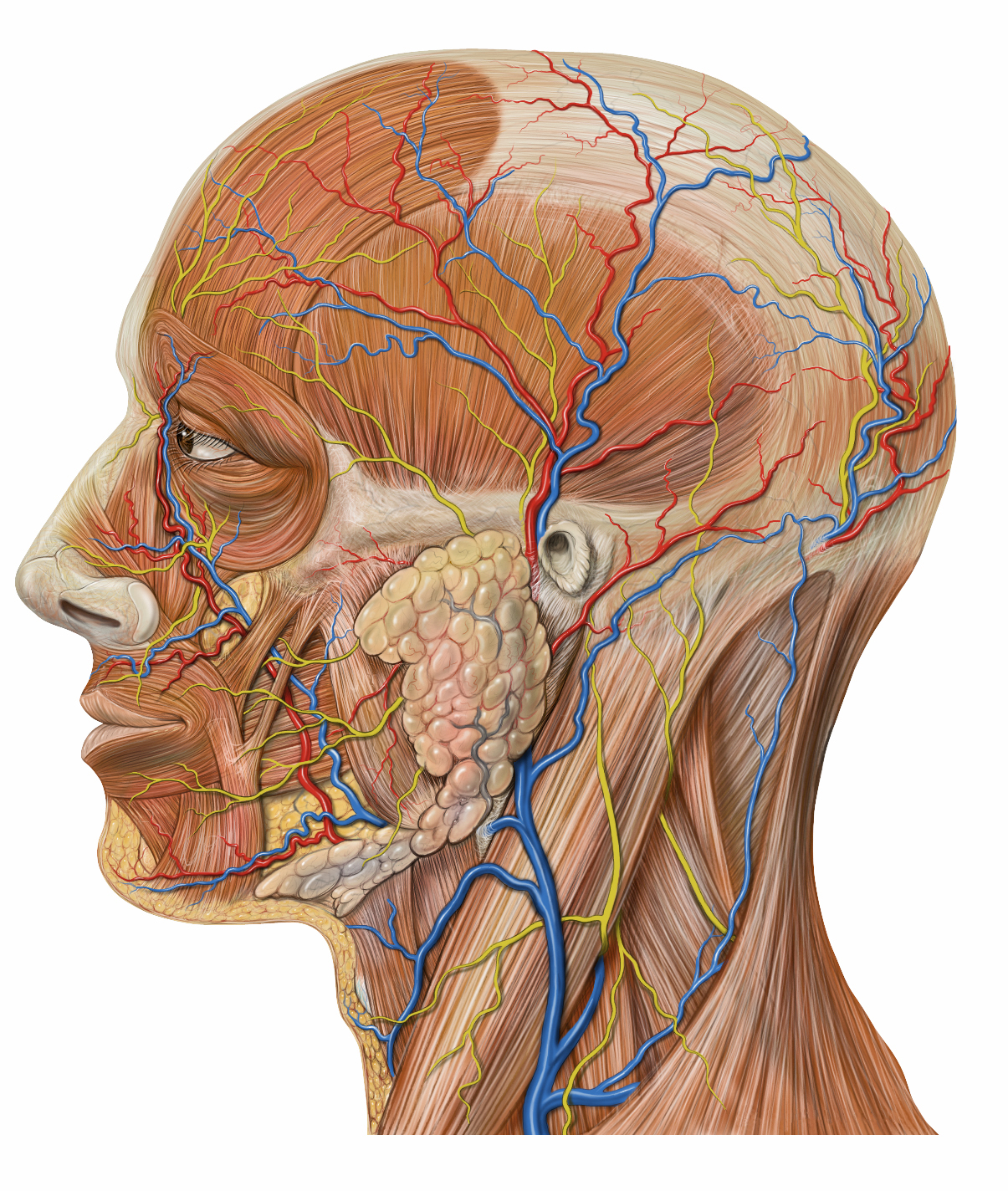
Lateral head anatomy detail
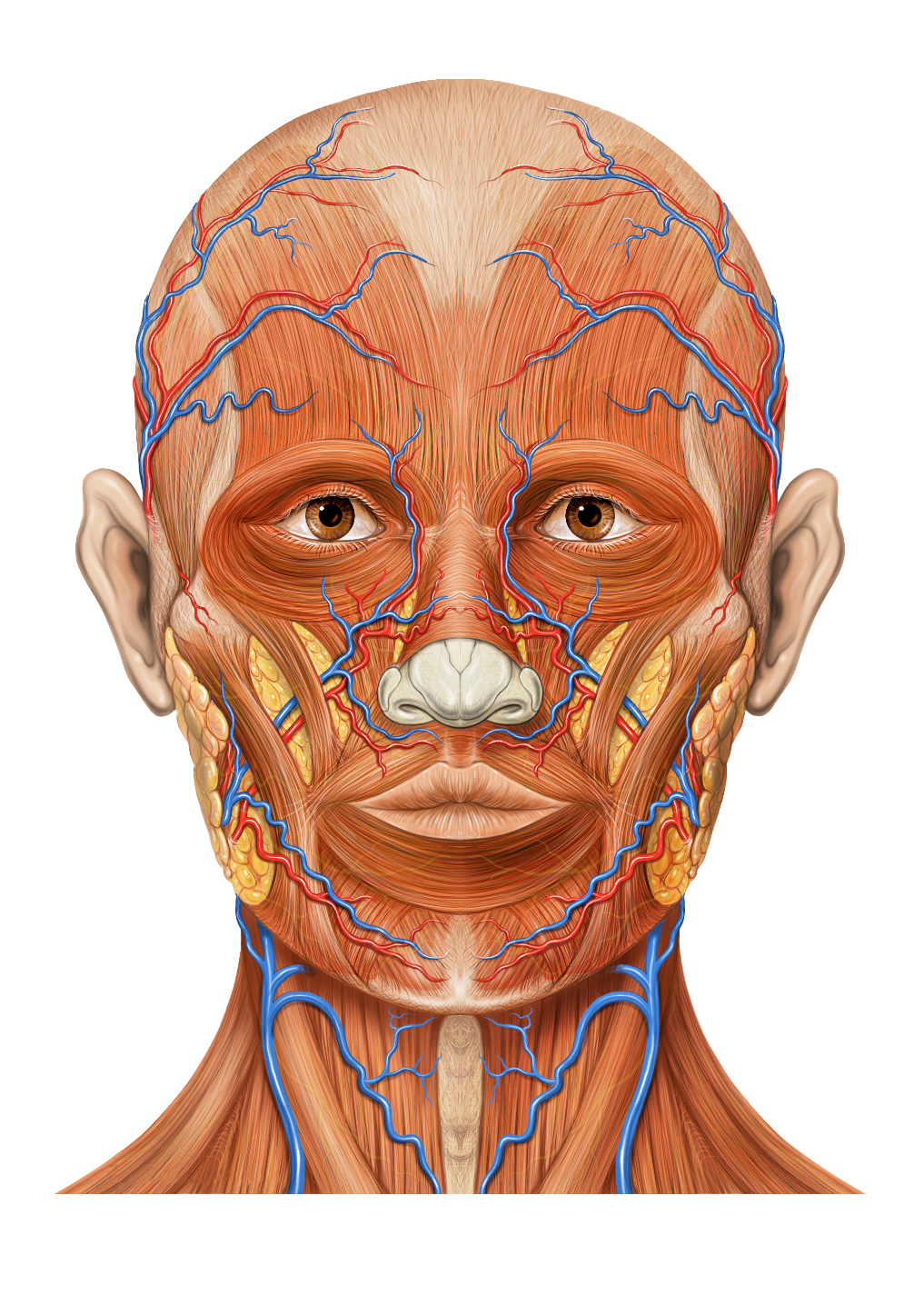
Head anatomy anterior view
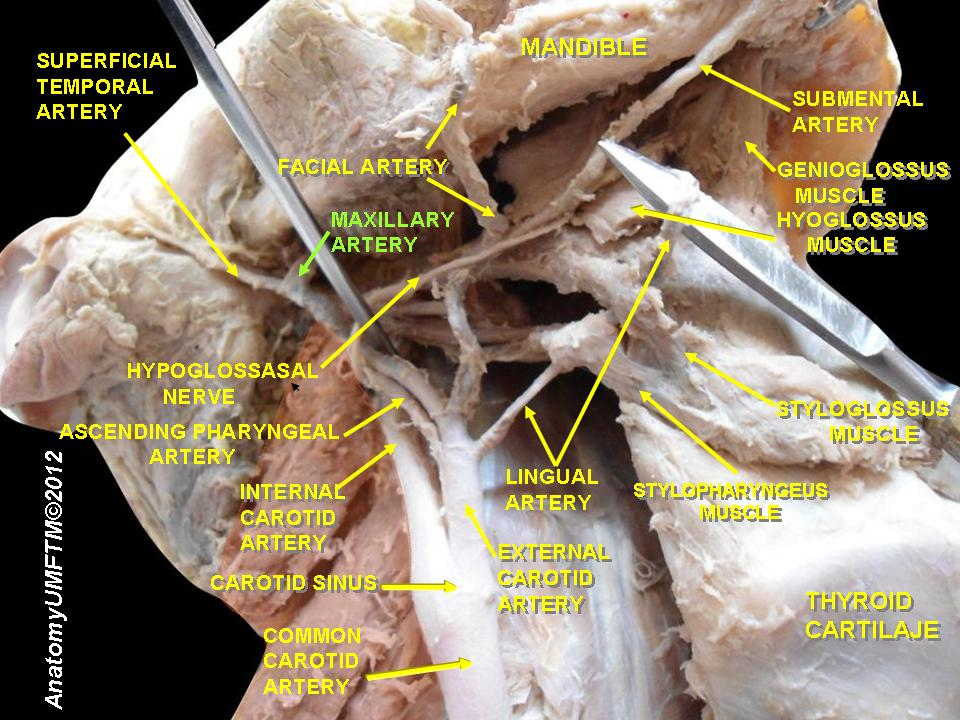
Maxillary artery
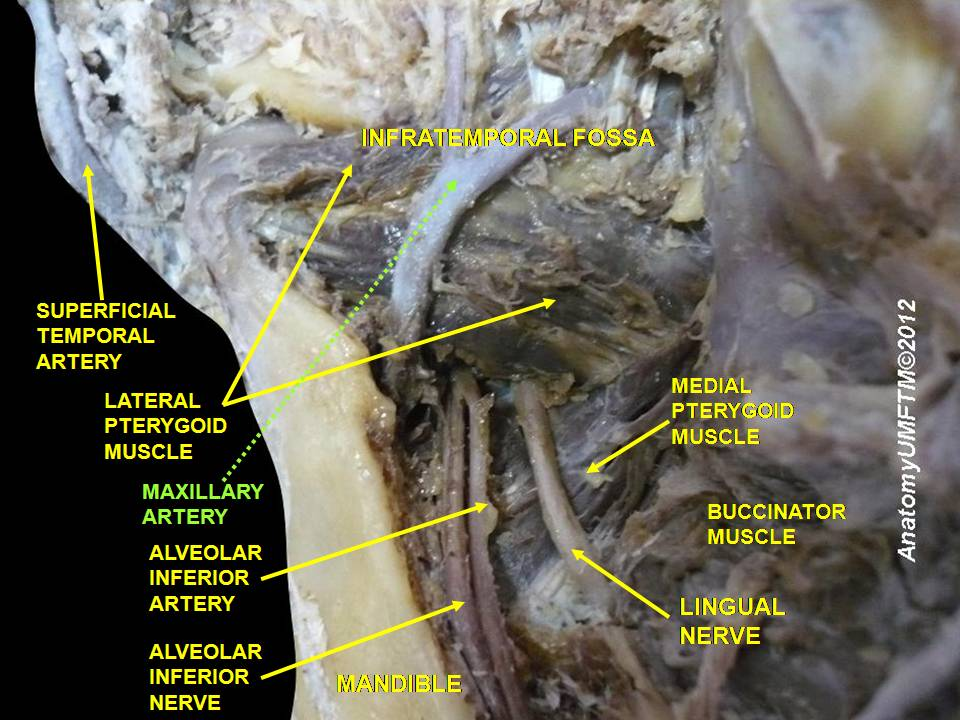
Maxillary artery